# Chromis scotti
Chromis scotti är en fiskart som beskrevs av Emery, 1968. Chromis scotti ingår i släktet Chromis och familjen Pomacentridae. Inga underarter finns listade i Catalogue of Life. Artepitet i det vetenskapliga namnet hedrar zoologen William Beverly ‘Bev’ Scott.
Arten blir ungefär 10 cm lång. Den har en gråbrun ovansida och hos de flesta exemplar förekommer violetta punkter som är ordnade i lodräta linjer. Även övre kanten av ögat har en violett färg och ungdjur är blåa. I ryggfenan finns 13 taggstrålar och 11 till 12 mjukstrålar. Analfenan har 2 taggstrålar och lika så 11 till 12 mjukstrålar.
Denna fisk lever i västra Atlanten nära kusten från östra USA till nordöstra Brasilien. Den hittas även i Mexikanska golfen och Karibiska havet. Chromis scotti dyker till ett djup av 115 meter. Arten föredrar branta klippor. Under lektiden bildas par. Honan lägger sina ägg på havets botten och de bevakas av hannen.
Exemplar faller offer för den introducerade drakfisken. Hela populationen bedöms fortfarande som stor. IUCN listar arten som livskraftig (LC).